# Upeneus xanthogrammus
Upeneus xanthogrammus es una especie de peces de la familia Mullidae en el orden de los Perciformes.

## Morfología
• Los machos pueden llegar alcanzar los 20 cm de longitud total.

## Distribución geográfica
Se encuentra en el Pacífico oriental.

## Hábitat
Es un pez de mar.